# 비르벨빈트
4호 대공전차 비르벨빈트(독일어: Wirbelwind:"회오리바람")는 뫼벨바겐(Möbelwagen)의 후계작이다. 4호 전차의 차대를 기반으로 1944년에 개발됐으며, 진정한 의미의 대공전차(쿠겔블리츠)가 생산되기 전에 "임시 해결책"으로 생산됐다.

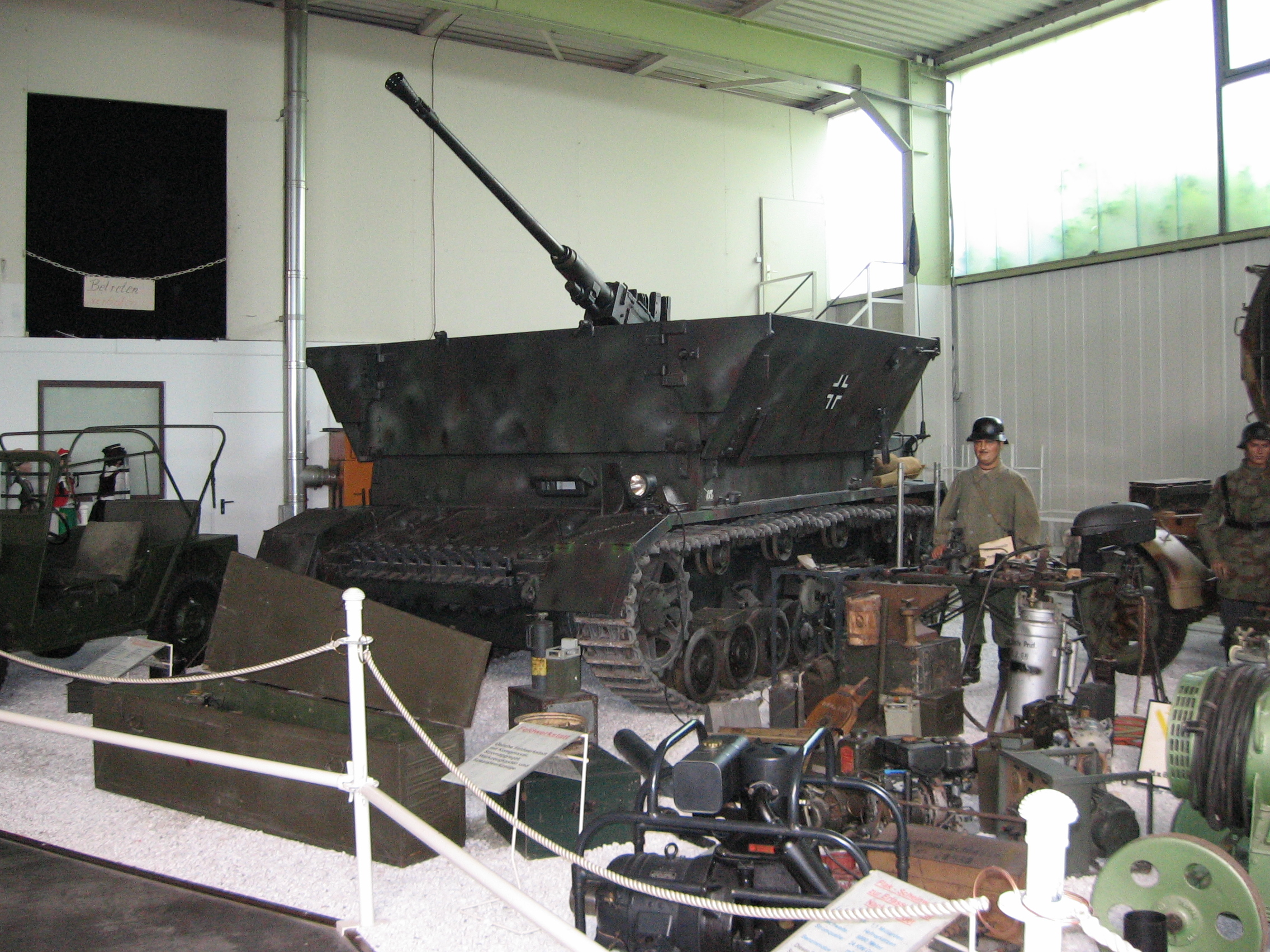
최초의 4호 대공전차 뫼벨바겐.

최초의 4호 대공전차 뫼벨바겐은 37mm Flak 43 L/89 기관포 1문으로 무장하고 있어서 화력이 좋았지만, 사격시엔 사수들을 보호해주는 장갑판을 내려야 했기 때문에 사수들의 생존성이 지극히 나빴다. 이런 이유 때문에 사격시에도 사수들이 보호받을 수 있는 대공전차의 개발이 필요해졌고, 1944년 봄에 제12 SS 기갑 사단 "히틀러 유겐트"의 장교 카를 빌헬름 크라우저가 20mm Flak 38 L/112.5 기관포 4문을 4호 전차의 차대에 설치하는 아이디어를 제안해서 비르벨빈트의 개발이 시작됐다.
비르벨빈트는 전선에서 후퇴했거나 심각한 손상을 입고 수리를 위해 후방으로 돌아온 4호 전차의 차대에 20mm Flak 38 L/112.5 기관포 4문을 장착한, 개방된 9면체의 포탑을 설치해서 제작됐다. 밀폐된 포탑이 더 효과적인 방어를 제공했지만, 이것은 4문의 기관포에서 발생되는 심각한 연기 때문에 불가능했다.
비르벨빈트의 생산은 Silesia, Sagan에 있는 Ostbau Werke가 담당했지만, 원자재 부족과 소련의 침공 위협때문에 Telplitz와 Duisburg에 있는 Deutsche Eisenwerke의 생산 설비들을 Ostbau Werke가 이동시켰고, 결과적으로 비르벨빈트는 극소수만이 생산됐다. 1944년 11월부터 종전때까지 오직 87대, 또는 105대의 비르벨빈트가 생산되었다고 알려져있지만, Ostbau Werke의 생산 기록과 독일 국방군의 사용 기록이 서로 맞지 않기 때문에 비르벨빈트의 정확한 숫자는 아무도 알 수 없다. 어떻든간에, 전세를 뒤바꾸기엔 비르벨빈트의 수가 너무 적었다.
비르벨빈트는 "임시 해결책"으로 생산된 다른 대공전차들과 함께 기갑 사단의 Flugabwehrzug(대공 소대)에 배치되었지만, 위와 같은 이유 때문에 대공 소대에 충분한 대공 기동 방어를 펼치기 위해 필요한 만큼의 대공전차가 지급된적은 결코 없었다.

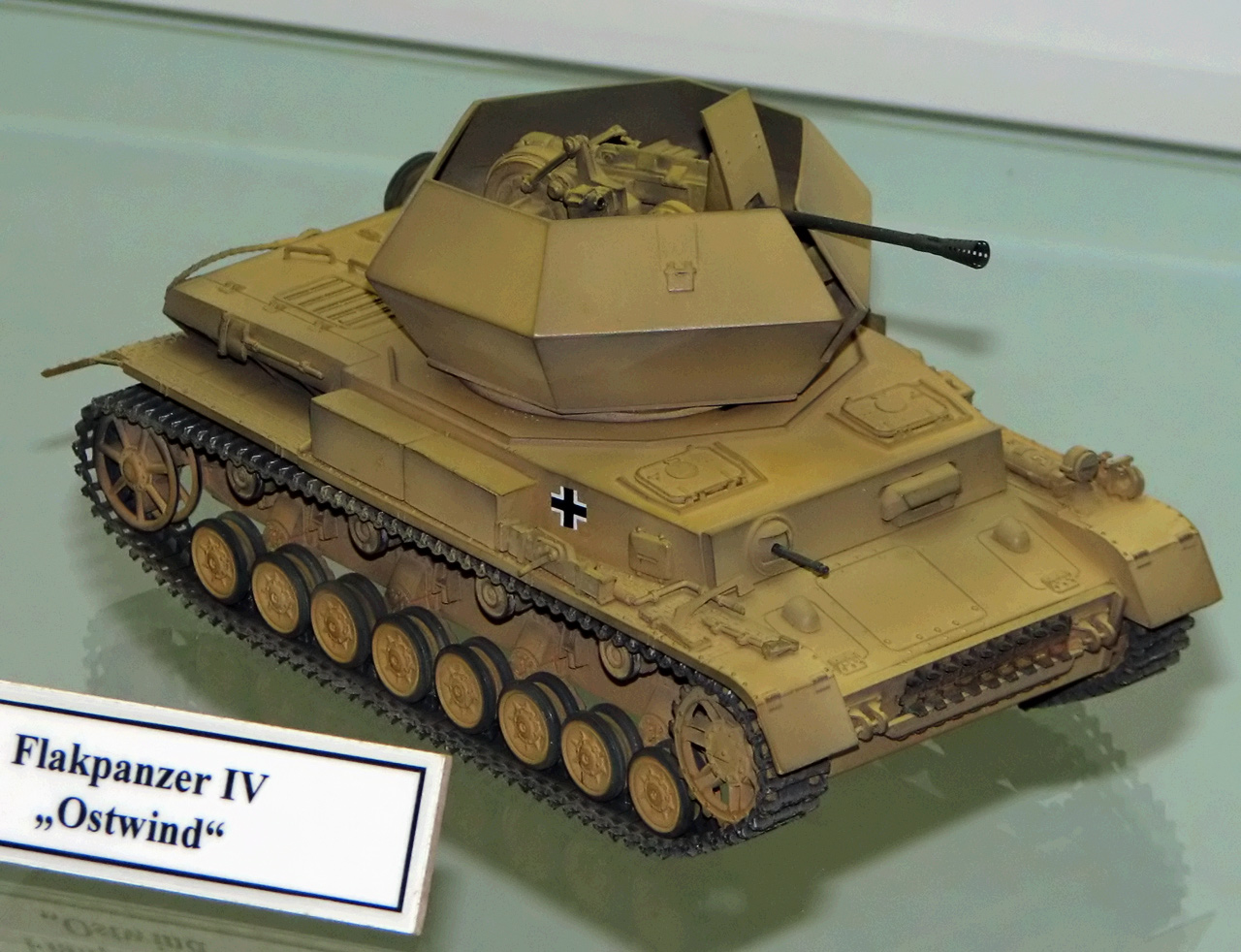
비르벨빈트의 후계작인 오스트빈트(프라모델)

비록 20mm Flak 38 L/112.5 기관포 4문이 저고도 항공기에 대해 매우 효과가 좋았지만, 37mm Flak 43 L/89 기관포가 더 강력했기 때문에, 결국 37mm Flak 43 L/89 기관포 1문으로 무장한 오스트빈트(Ostwind)가 개발됐다.
또한 비르벨빈트의 화력을 증가시키려는 계획도 있었다. 1944년 말에, 독일 국방군은 현존하는 비르벨빈트를 분당 1,600발을 발사할 수 있는 30mm MK 103/28 기관포 4문, 또는 30mm MK 103/38 기관포 4문으로 재무장시키려는 계획을 세웠다. 1944년 12월에, Ostbau Werke는 Zerstorer 45(파괴자 45)라고 명된 30mm Flakvierling MK 103/108 auf Sfl PzKpfw VI의 프로토타입을 딱 1대 제작했고, 그 뒤로 다시는 생산되지 않았다.

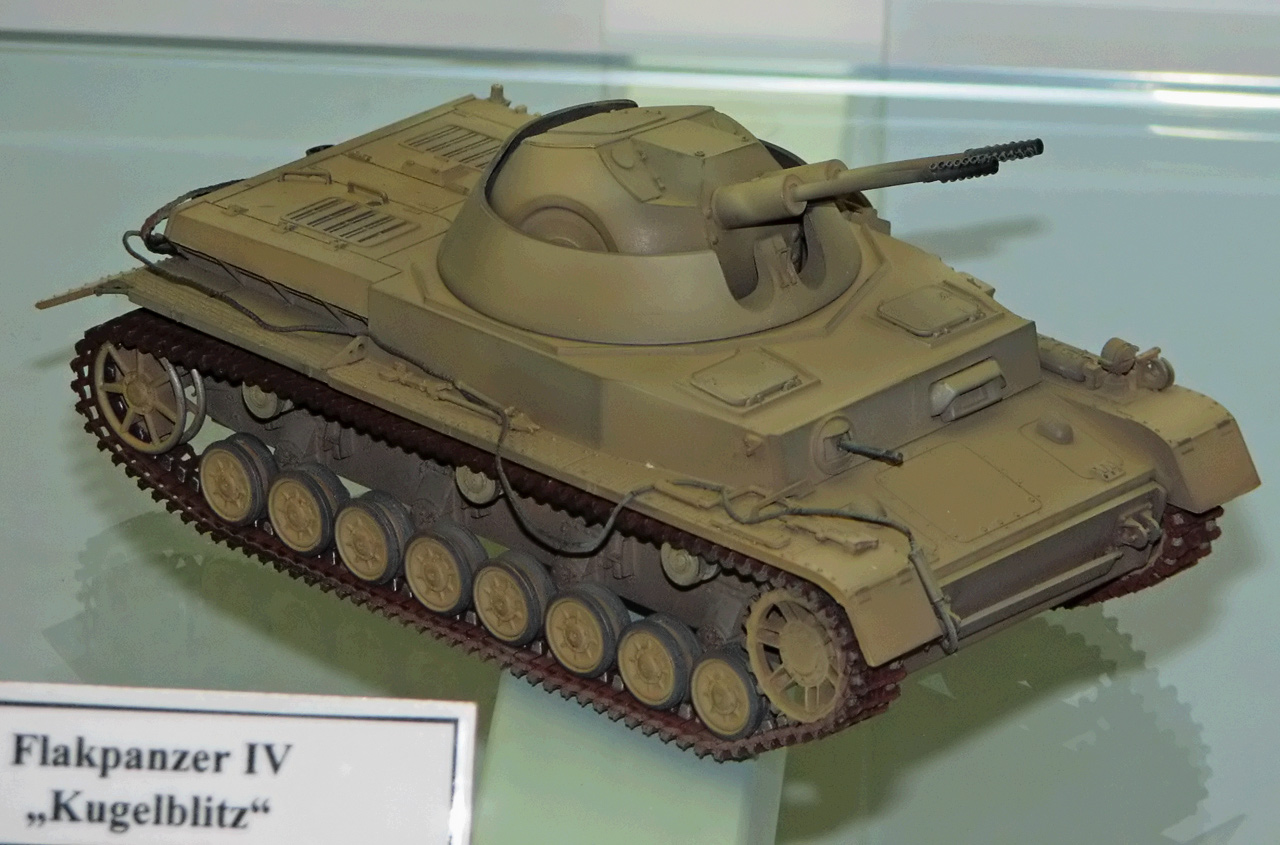
진정한 대공전차 쿠겔블리츠(프라모델)

최종적인 계획상으론,  "임시 해결책"으로 생산된 모든 대공전차들은 1945년 초에 새롭게 설계된 6호 대공전차 쿠겔블리츠(Kugelblitz)로 대체되기로 했었다.